# Lista aktywnych okrętów Royal Australian Navy
Lista aktywnych okrętów Royal Australian Navy według stanu na 1 września 2021 roku.
| Typ                                                                                          | Okręty                                                                                       | Pennant Number                                                                               | Kraj pochodzenia                                                                             | Wejście do służby                                                                            | Zdjęcie                                                                                      |
| Okręty desantowe-doki-śmigłowcowce (landing helicopter dock, LHD), docelowo: lotniskowce (2) | Okręty desantowe-doki-śmigłowcowce (landing helicopter dock, LHD), docelowo: lotniskowce (2) | Okręty desantowe-doki-śmigłowcowce (landing helicopter dock, LHD), docelowo: lotniskowce (2) | Okręty desantowe-doki-śmigłowcowce (landing helicopter dock, LHD), docelowo: lotniskowce (2) | Okręty desantowe-doki-śmigłowcowce (landing helicopter dock, LHD), docelowo: lotniskowce (2) | Okręty desantowe-doki-śmigłowcowce (landing helicopter dock, LHD), docelowo: lotniskowce (2) |
| -------------------------------------------------------------------------------------------- | -------------------------------------------------------------------------------------------- | -------------------------------------------------------------------------------------------- | -------------------------------------------------------------------------------------------- | -------------------------------------------------------------------------------------------- | -------------------------------------------------------------------------------------------- |
| Okręty desantowe typu Canberra                                                               | HMAS „Canberra”                                                                              | L02                                                                                          | Hiszpania · Australia                                                                        | 28 listopada 2014                                                                            | Typ Canberra                                                                                 |
| Okręty desantowe typu Canberra                                                               | HMAS „Adelaide”                                                                              | L01                                                                                          | Hiszpania · Australia                                                                        | 4 grudnia 2015                                                                               | Typ Canberra                                                                                 |
| Okręty desantowe-doki (dock landing ship, LSD) (1)                                           |                                                                                              |                                                                                              |                                                                                              |                                                                                              |                                                                                              |
| Okręty desantowe typu Bay                                                                    | HMAS „Choules”                                                                               | L100                                                                                         | Wielka Brytania · Australia                                                                  | 13 grudnia 2011                                                                              | Typ Bay                                                                                      |
| Niszczyciele rakietowe (3)                                                                   |                                                                                              |                                                                                              |                                                                                              |                                                                                              |                                                                                              |
| Niszczyciele rakietowe typu Hobart                                                           | HMAS „Hobart”                                                                                | DDG 39                                                                                       | Australia                                                                                    | 23 września 2017                                                                             | Typ Hobart                                                                                   |
| Niszczyciele rakietowe typu Hobart                                                           | HMAS „Brisbane”                                                                              | DDG 41                                                                                       | Australia                                                                                    | 27 października 2018                                                                         | Typ Hobart                                                                                   |
| Niszczyciele rakietowe typu Hobart                                                           | HMAS „Sydney”                                                                                | DDG 42                                                                                       | Australia                                                                                    | 28 lutego 2020                                                                               | Typ Hobart                                                                                   |
| Fregaty rakietowe (8)                                                                        |                                                                                              |                                                                                              |                                                                                              |                                                                                              |                                                                                              |
| Fregaty rakietowe typu ANZAC                                                                 | HMAS „Anzac”                                                                                 | FFH 150                                                                                      | Australia                                                                                    | 18 maja 1996                                                                                 | Typ ANZAC                                                                                    |
| Fregaty rakietowe typu ANZAC                                                                 | HMAS „Arunta”                                                                                | FFH 151                                                                                      | Australia                                                                                    | 12 grudnia 1998                                                                              | Typ ANZAC                                                                                    |
| Fregaty rakietowe typu ANZAC                                                                 | HMAS „Warramunga”                                                                            | FFH 152                                                                                      | Australia                                                                                    | 31 marca 2001                                                                                | Typ ANZAC                                                                                    |
| Fregaty rakietowe typu ANZAC                                                                 | HMAS „Stuart”                                                                                | FFH 153                                                                                      | Australia                                                                                    | 17 sierpnia 2002                                                                             | Typ ANZAC                                                                                    |
| Fregaty rakietowe typu ANZAC                                                                 | HMAS „Parramatta”                                                                            | FFH 154                                                                                      | Australia                                                                                    | 4 października 2003                                                                          | Typ ANZAC                                                                                    |
| Fregaty rakietowe typu ANZAC                                                                 | HMAS „Ballarat”                                                                              | FFH 155                                                                                      | Australia                                                                                    | 26 czerwca 2004                                                                              | Typ ANZAC                                                                                    |
| Fregaty rakietowe typu ANZAC                                                                 | HMAS „Toowoomba”                                                                             | FFH 156                                                                                      | Australia                                                                                    | 10 października 2005                                                                         | Typ ANZAC                                                                                    |
| Fregaty rakietowe typu ANZAC                                                                 | HMAS „Perth”                                                                                 | FFH 157                                                                                      | Australia                                                                                    | 26 sierpnia 2006                                                                             | Typ ANZAC                                                                                    |
| Okręty podwodne (6)                                                                          |                                                                                              |                                                                                              |                                                                                              |                                                                                              |                                                                                              |
| Okręty podwodne typu Collins                                                                 | HMAS „Collins”                                                                               | SSG 73                                                                                       | Australia                                                                                    | 27 lipca 1996                                                                                | Typ Collins                                                                                  |
| Okręty podwodne typu Collins                                                                 | HMAS „Farncomb”                                                                              | SSG 74                                                                                       | Australia                                                                                    | 31 stycznia 1998                                                                             | Typ Collins                                                                                  |
| Okręty podwodne typu Collins                                                                 | HMAS „Waller”                                                                                | SSG 75                                                                                       | Australia                                                                                    | 10 lipca 1999                                                                                | Typ Collins                                                                                  |
| Okręty podwodne typu Collins                                                                 | HMAS „Dechaineux”                                                                            | SSG 77                                                                                       | Australia                                                                                    | 23 lutego 2001                                                                               | Typ Collins                                                                                  |
| Okręty podwodne typu Collins                                                                 | HMAS „Sheean”                                                                                | SSG 77                                                                                       | Australia                                                                                    | 23 lutego 2001                                                                               | Typ Collins                                                                                  |
| Okręty podwodne typu Collins                                                                 | HMAS „Rankin”                                                                                | SSG 78                                                                                       | Australia                                                                                    | 18 marca 2003                                                                                | Typ Collins                                                                                  |
| Okręty patrolowe (15)                                                                        |                                                                                              |                                                                                              |                                                                                              |                                                                                              |                                                                                              |
| Okręty patrolowe typu Armidale                                                               | HMAS „Armidale”                                                                              | ACPB 83                                                                                      | Australia                                                                                    | 24 czerwca 2005                                                                              | Typ Armidale                                                                                 |
| Okręty patrolowe typu Armidale                                                               | HMAS „Larrakia”                                                                              | ACPB 84                                                                                      | Australia                                                                                    | 10 lutego 2006                                                                               | Typ Armidale                                                                                 |
| Okręty patrolowe typu Armidale                                                               | HMAS „Bathurst”                                                                              | ACPB 85                                                                                      | Australia                                                                                    | 10 lutego 2006                                                                               | Typ Armidale                                                                                 |
| Okręty patrolowe typu Armidale                                                               | HMAS „Albany”                                                                                | ACPB 86                                                                                      | Australia                                                                                    | 15 lipca 2006                                                                                | Typ Armidale                                                                                 |
| Okręty patrolowe typu Armidale                                                               | HMAS „Pirie”                                                                                 | ACPB 87                                                                                      | Australia                                                                                    | 29 lipca 2006                                                                                | Typ Armidale                                                                                 |
| Okręty patrolowe typu Armidale                                                               | HMAS „Maitland”                                                                              | ACPB 88                                                                                      | Australia                                                                                    | 29 września 2006                                                                             | Typ Armidale                                                                                 |
| Okręty patrolowe typu Armidale                                                               | HMAS „Ararat”                                                                                | ACPB 89                                                                                      | Australia                                                                                    | 10 listopada 2006                                                                            | Typ Armidale                                                                                 |
| Okręty patrolowe typu Armidale                                                               | HMAS „Broome”                                                                                | ACPB 90                                                                                      | Australia                                                                                    | 10 lutego 2007                                                                               | Typ Armidale                                                                                 |
| Okręty patrolowe typu Armidale                                                               | HMAS „Wollongong”                                                                            | ACPB 92                                                                                      | Australia                                                                                    | 23 czerwca 2007                                                                              | Typ Armidale                                                                                 |
| Okręty patrolowe typu Armidale                                                               | HMAS „Childers”                                                                              | ACPB 93                                                                                      | Australia                                                                                    | 7 czerwca 2007                                                                               | Typ Armidale                                                                                 |
| Okręty patrolowe typu Armidale                                                               | HMAS „Launceston”                                                                            | ACPB 94                                                                                      | Australia                                                                                    | 22 września 2007                                                                             | Typ Armidale                                                                                 |
| Okręty patrolowe typu Armidale                                                               | HMAS „Maryborough”                                                                           | ACPB 95                                                                                      | Australia                                                                                    | 8 grudnia 2007                                                                               | Typ Armidale                                                                                 |
| Okręty patrolowe typu Armidale                                                               | HMAS „Glenelg”                                                                               | ACPB 96                                                                                      | Australia                                                                                    | 22 lutego 2008                                                                               | Typ Armidale                                                                                 |
| Okręty patrolowe typu Cape                                                                   | ADV „Cape Fourcroy”                                                                          | 310                                                                                          | Australia                                                                                    | 1 maja 2017                                                                                  | Typ Cape                                                                                     |
| Okręty patrolowe typu Cape                                                                   | ADV „Cape Inscription”                                                                       | 320                                                                                          | Australia                                                                                    | 6 czerwca 2017                                                                               | Typ Cape                                                                                     |
| Niszczyciele min (6)                                                                         |                                                                                              |                                                                                              |                                                                                              |                                                                                              |                                                                                              |
| Niszczyciele min typu Huon                                                                   | HMAS „Huon”                                                                                  | M 82                                                                                         | Australia                                                                                    | 15 maja 1999                                                                                 | Typ Huon                                                                                     |
| Niszczyciele min typu Huon                                                                   | HMAS „Hawkesbury”                                                                            | M 83                                                                                         | Australia                                                                                    | 12 lutego 2000                                                                               | Typ Huon                                                                                     |
| Niszczyciele min typu Huon                                                                   | HMAS „Norman”                                                                                | M 84                                                                                         | Australia                                                                                    | 26 sierpnia 2000                                                                             | Typ Huon                                                                                     |
| Niszczyciele min typu Huon                                                                   | HMAS „Gascoyne”                                                                              | M 85                                                                                         | Australia                                                                                    | 2 czerwca 2001                                                                               | Typ Huon                                                                                     |
| Niszczyciele min typu Huon                                                                   | HMAS „Diamantina”                                                                            | M 86                                                                                         | Australia                                                                                    | 4 maja 2002                                                                                  | Typ Huon                                                                                     |
| Niszczyciele min typu Huon                                                                   | HMAS „Yarra”                                                                                 | M 87                                                                                         | Australia                                                                                    | 1 marca 2003                                                                                 | Typ Huon                                                                                     |
| Okręty zaopatrzeniowe (3)                                                                    |                                                                                              |                                                                                              |                                                                                              |                                                                                              |                                                                                              |
| Zbiornikowiec                                                                                | HMAS „Sirius”                                                                                | O 266                                                                                        | Korea Południowa · Australia                                                                 | 16 września 2006                                                                             | „Sirius”                                                                                     |
| Okręty zaopatrzeniowe typu Supply                                                            | HMAS Supply                                                                                  | A 195                                                                                        | Australia                                                                                    | 10 kwietnia 2021                                                                             | Typ Supply                                                                                   |
| Okręty zaopatrzeniowe typu Supply                                                            | HMAS Stalwart                                                                                | A 304                                                                                        | Australia                                                                                    | 13 listopada 2021                                                                            | Typ Supply                                                                                   |
| Okręty hydrograficzne (6)                                                                    |                                                                                              |                                                                                              |                                                                                              |                                                                                              |                                                                                              |
| Okręty hydrograficzne typu Leeuwin                                                           | HMAS „Leeuwin”                                                                               | A 245                                                                                        | Australia                                                                                    | 27 maja 2000                                                                                 | Typ Leeuwin                                                                                  |
| Okręty hydrograficzne typu Leeuwin                                                           | HMAS „Melville”                                                                              | A 246                                                                                        | Australia                                                                                    | 27 maja 2000                                                                                 | Typ Leeuwin                                                                                  |
| Okręty hydrograficzne typu Paluma                                                            | HMAS „Paluma”                                                                                | A 01                                                                                         | Australia                                                                                    | 27 lutego 1989                                                                               | Typ Paluma                                                                                   |
| Okręty hydrograficzne typu Paluma                                                            | HMAS „Mermaid”                                                                               | A 02                                                                                         | Australia                                                                                    | 4 grudnia 1989                                                                               | Typ Paluma                                                                                   |
| Okręty hydrograficzne typu Paluma                                                            | HMAS „Shepparton”                                                                            | A 03                                                                                         | Australia                                                                                    | 24 stycznia 1990                                                                             | Typ Paluma                                                                                   |
| Okręty hydrograficzne typu Paluma                                                            | HMAS „Benalla”                                                                               | A 04                                                                                         | Australia                                                                                    | 20 marca 1990                                                                                | Typ Paluma                                                                                   |
| Żaglowce szkolne (1)                                                                         |                                                                                              |                                                                                              |                                                                                              |                                                                                              |                                                                                              |
| Okręt szkolny                                                                                | „Young Endeavour”                                                                            |                                                                                              | Wielka Brytania                                                                              | 25 stycznia 1988                                                                             | „Young Endeavour”                                                                            |